# Xue Yangdong
Xue Yangdong (4 gennaio 1996) è uno schermidore cinese, specializzato nella spada.

## Palmarès
- Campionati asiatici

Bangkok 2018: oro nella spada a squadre.